# Акула-янгол тайванська
Акула-янгол тайванська (Squatina formosa) — акула з роду акула-ангел родини акулоангелові. Інша назва «тайванський морський янгол».

## Опис
Загальна довжина невідома. Найбільша акула спіймана дослідниками завдовжки становила 46 см. На думку науковців може сягати 1,5 м. Голова велика. Морда округла з помірно вузькими вусиками. Очі маленькі, округлі. За ними присутні помірно великі бризкальця. Навколо очей є маленькі шипики. Носові клапани вузькі. Рот широкий, розташовано у передній частині морди. Зуби дрібні, гострі, розташовані у декілька рядків. Тулуб сильно сплощений. На середині спини, до хвоста є шипи середнього розміру. На плавцях іноді присутня дрібна бахрома. Грудні плавці широкі та довгі, майже торкаються черевних плавців. Останні широкі, проте розмірами поступаються грудним плавцям. Має 2 маленьких спинних плавця однакового розміру у хвостовій частині. Анальний плавець відсутній. Хвіст звужується. Хвостовий плавець невеличкий, нижня лопать дещо довша за верхню.
Забарвлення світло-коричневе. Іноді на накінчиках спинних плавців присутні чорні плямочки.

## Спосіб життя
Тримається на глибині 180–220 м. Воліє до піщаних і мулисто-піщаних ґрунтів, куди заривається під час чатування на здобич. Полює біля дна, є бентофагом. Живиться дрібною костистою рибою, невеличкими ракоподібними і головоногими молюсками.
Це яйцеживородна акула. Народжені акуленята становлять 30-40 см завдовжки.

## Розповсюдження
Мешкає біля узбережжя Тайваню, між 22° та 24° півн. широти. Звідси походить назва цієї акули. Згадки стосовно наявності ареалу біля Філіппін не відповідають дійсності.